# Wichraż (wzgórze)
Wichraż (428 m n.p.m.) – wzniesienie we wsi Cichawka w województwie małopolskim, w powiecie bocheńskim, w gminie Łapanów. Jest najwyższym wzgórzem w ciągu wzgórz po wschodniej stronie rzeki Stradomka, na odcinku pomiędzy miejscowościami Cichawka i Sobolów. Od południowej strony wzgórza te opadają do doliny potoku Cichawka, od północnej i wschodniej do doliny Polanki. Szczyt i południowe stoki Wichrażu znajdują się w Cichawce, ale stoki wschodnie i północne także w miejscowościach: Sobolów, Wola Nieszkowska i Leszczyna. W wymowie miejscowej ludności używana jest nazwa Wichras, a potok wypływający na jego wschodnich stokach ma nazwę Wichracz.
Obecnie Wichraż jest niemal całkowicie porośnięty lasem. Dawniej jednak był znacznie bardziej bezleśny, zajęty przez pola uprawne. W czasie I wojny światowej takie bezleśne wzgórza stanowiły ważne punkty strategiczne, zajmującej je armii umożliwiały bowiem obserwację dużego terenu i stanowiły dobry punkt obronny. 7 grudnia Rosjanie armii generała Radko Dimitrijewa obsadzili wzgórza na zachód od Stradomki w miejscowościach Sobolów, Gierczyce i Nieprześnia. Austriacy po kilkudniowych, niezwykle zaciekłych walkach wyparli Rosjan dalej na wschód. Również na polach Wichrażu toczyły się walki, a na jego północno-wschodnich stokach Austriacy wybudowali później cmentarz wojenny nr 341 – Wola Nieszkowska-Wichras. Pochowano na nim łącznie 227 żołnierzy armii austro-węgierskiej i 270 żołnierzy armii rosyjskiej.